# Каспер Юліан Драневич
Каспер Юліан Драневич (пол. Kaspar Julian Draniewicz, 1867, Львів — після 1939) — будівничий, скульптор. Працював у стилі модерн.

## Біографія
Народився у Львові. Професійну освіту здобув протягом 1891—1895 років на будівельному відділі Промислової школи у Львові. У 1885—1895 роках практикував у львівських будівельних фірмах. З 1895 року здав екзамен у Намісництві і став уповноваженим будівельним майстром. Мав майстерню з виготовлення архітектурних оздоб на вулиці Коновальця, 17 спільно з Едмундом Плішевським (1912—1916). Також для його споруд виконував скульптурні декори Юзеф Шебест. Член Товариства промислового теслів, мулярів і каменярів, входив до складу правління.

## Роботи
- Вілла Юрія та Мальвіни Булгарин на вулиці Олени Степанівни, 31 співавтор Станіслав Дец (1900—1901) виконана у стилі історизм.[3]
- Однородинна вілла у стилі орнаментальної сецесії на вулиці Бортнянського, 24 (1902).[4]
- Пасаж Феллерів, 2/4 тепер вулиця І.-В. Михальчука 1906.[3]
- Сецесійні будинки на вулиці Нечуя-Левицького, 11а та 13  (1906, 1907, співавтор Саломон Рімер).[5]
- Будинок на вулиці Вітовського, 5а. Зведений у 1906—1907 роках.[6] Скульптурне оздоблення Юзефа Шебеста.[7]
- Власні чиншові будинки на вулиці Бандери, 59 та 61 (1906 співавтор Ігнатій Віняж).[8]

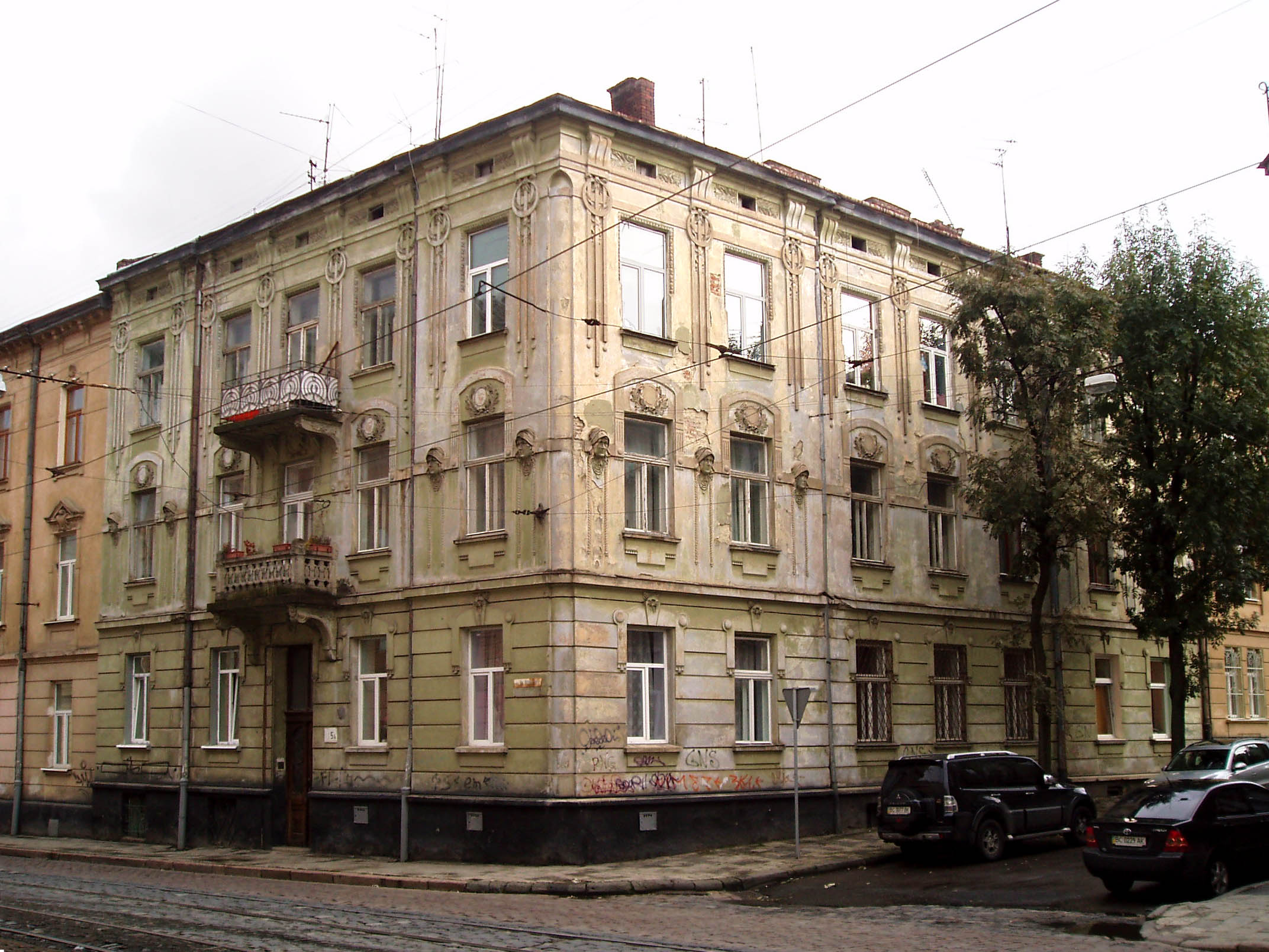
Будинок (вул. Вітовського, 5а)
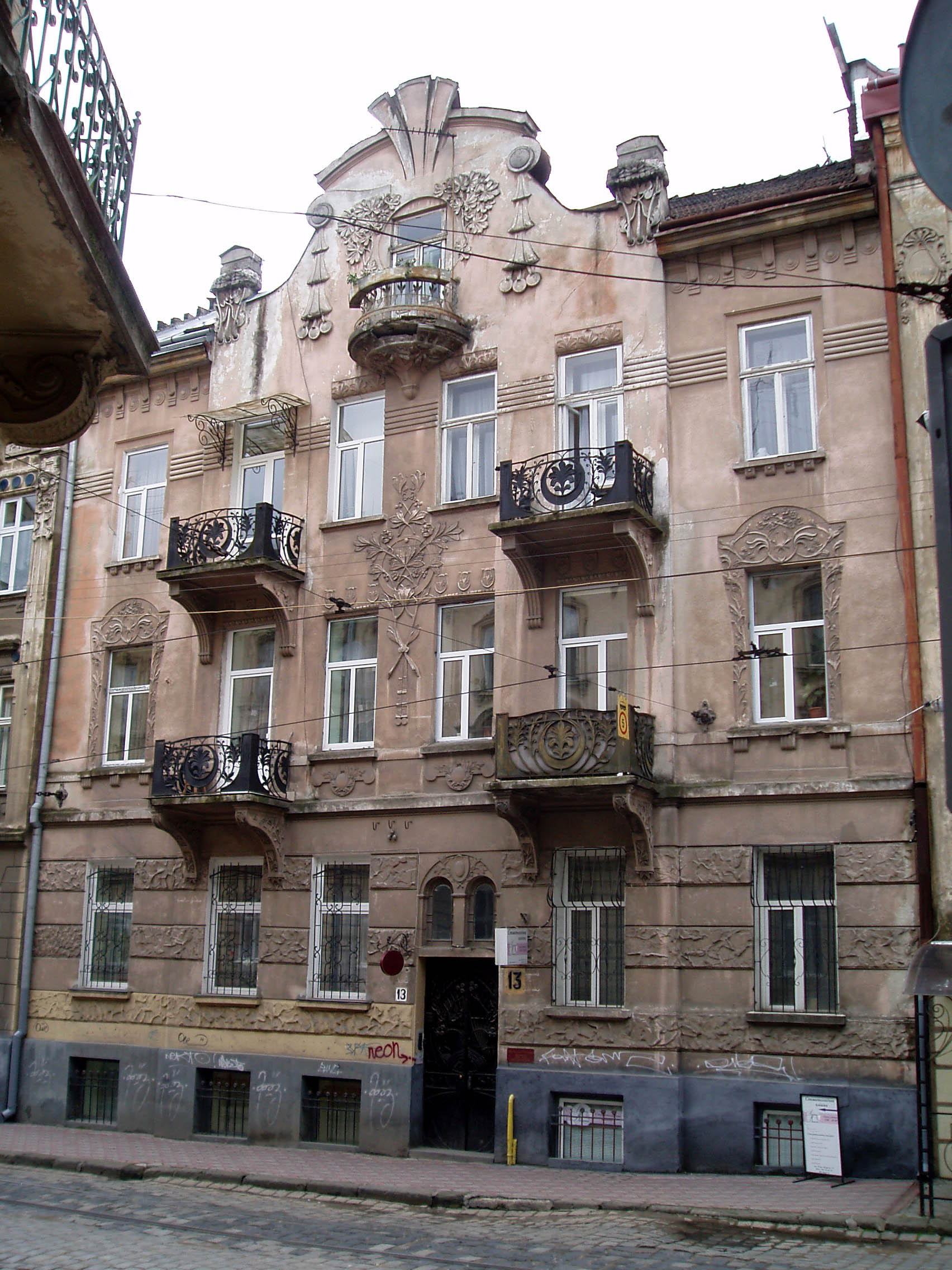
Сецесійний будинок (вул. Нечуя-Левицького, 13)
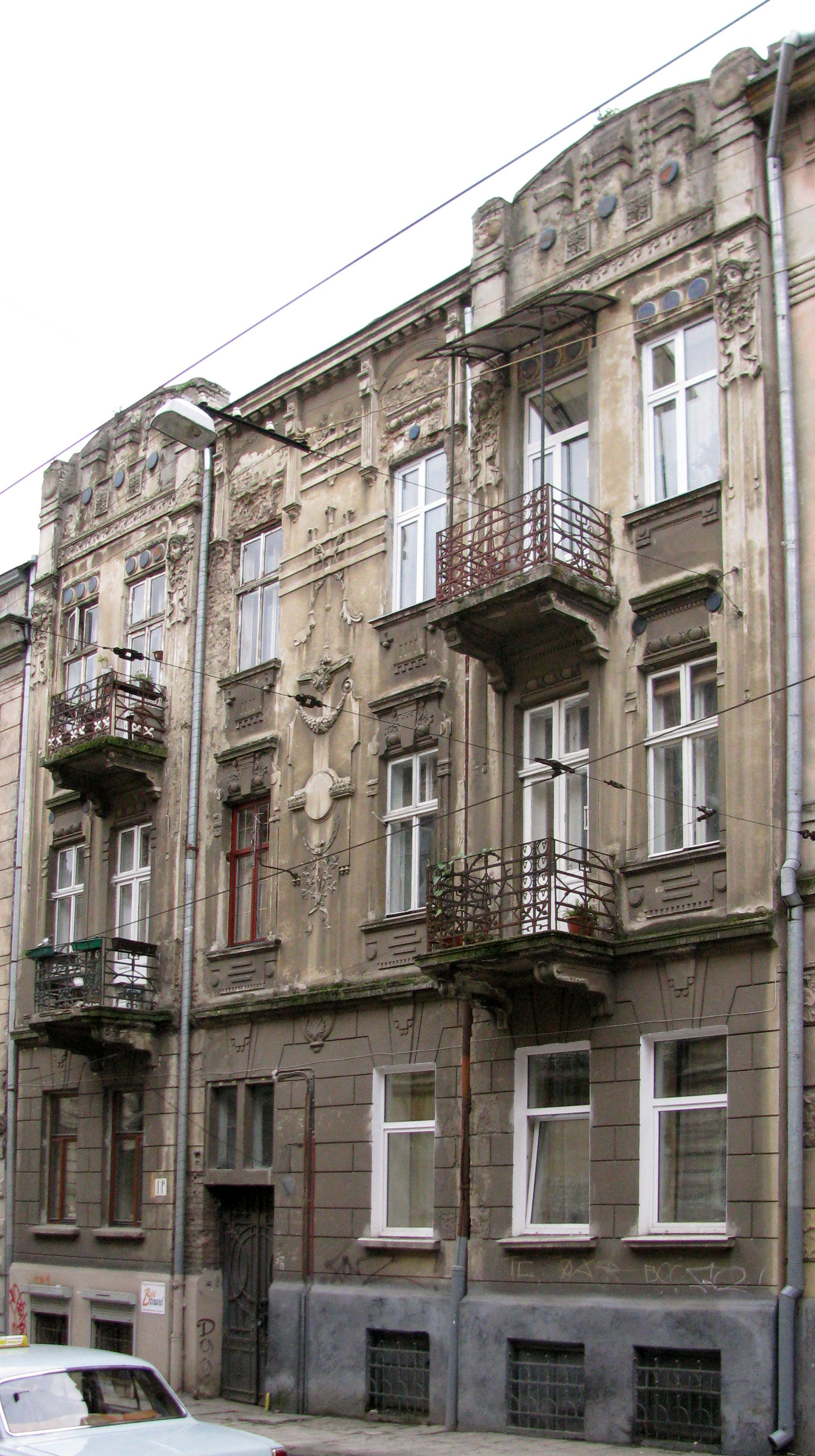
Сецесійний будинок (вул. Нечуя-Левицького, 11а)